# روبرت نوبل (عالم)
روبرت نوبل هو عالم كندي، ولد في 3 فبراير 1910 في تورونتو في كندا، وتوفي في 11 ديسمبر 1990.